# Roomba

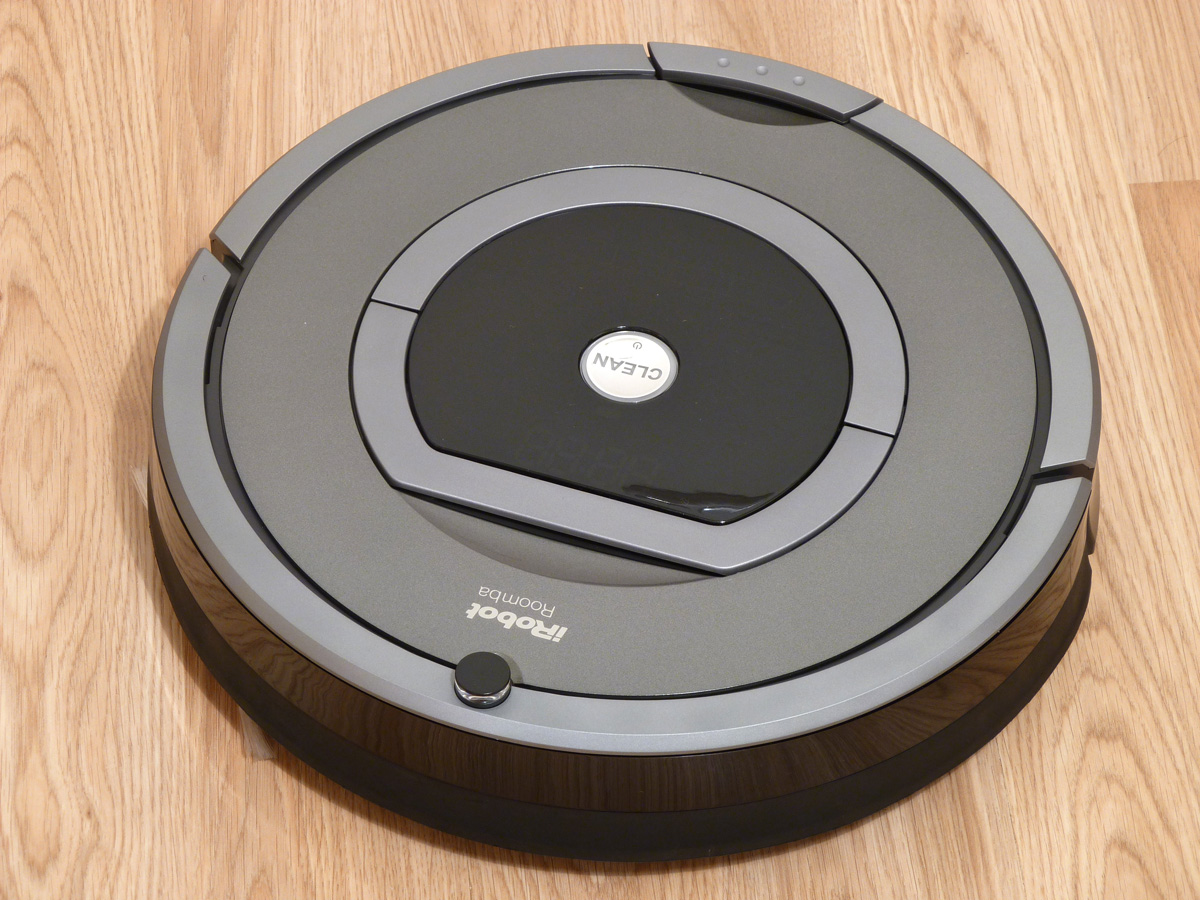
iRobot Roomba 780

Roomba je robotický vysavač od společnosti iRobot. Jedná se o plně automatizovaného robota, který zvládne uklidit všechny typy podlahových povrchů, jako je koberec, linoleum, dlažba, plovoucí podlaha či laminát. Roomba prošla několika inovacemi, postupně byly na trh uváděny modelové řady iRobot Roomba série 300, 400, 500, 600, 700, 800, 900, série I, série E a nově v roce 2019 i série S. Konkrétní modely se pak značí dalšími čísly, např. Roomba 616, Roomba 782, Roomba 980, apod. Robotické vysavače společnosti iRobot jsou vybaveny inteligentním systémem iAdapt, jenž pomocí desítek senzorů zajišťuje orientaci robota v místnosti. Série 900 používá iAdapt 2.0 s kamerovým systémem.

## Modelové řady

### Roomba série 600
Robotické vysavače iRobot v sérii 600 disponují filtračním systémem AeroVac (mikrofiltr) a dvojicí rotačních kartáčů (gumový a štětinový).

### Roomba série 700
Robotické vysavače iRobot v sérii 700 disponují filtračním systémem AeroVac 2 s efektivitou na úrovni HEPA (dvojice menších filtrů) a dvojicí rotačních kartáčů (gumový a štětinový), které jsou stejné, jako u série 600.

### Roomba série 800
Robotické vysavače iRobot v sérii 800 disponují čisticím systémem AeroForce s filtrací na úrovni HEPA (jeden velký filtr) a dvojicí rotačních gumových kartáčů.

### Roomba série 900
Robotické vysavače iRobot v sérii 900 disponují čisticím systémem AeroForce s filtací na úrovni HEPA (stejným jako u série 800) a dvojicí rotačních gumových kartáčů (stejných jako u série 800). Vylepšena je navigace, která využívá kamerový systém (iAdapt 2.0), robot ale stále letmě naráží do překážek.